# Kirchbrak
Kirchbrak ist eine Gemeinde in Niedersachsen (Deutschland) im Landkreis Holzminden und gehört zur Samtgemeinde Bodenwerder-Polle.

## Geografie

### Lage
Die Gemeinde liegt am Rande des Voglers, mitten im Weserbergland. Kirchbrak liegt am Fluss Lenne.

### Nachbargemeinden
Die Gemeinde Kirchbrak grenzt im Norden an Halle, im Osten an Dielmissen, Lüerdissen und die Stadt Eschershausen, im Süden an Holenberg und Golmbach sowie im Westen an die Stadt Bodenwerder.

### Gemeindegliederung
Kirchbrak besteht aus den fünf Ortsteilen Kirchbrak, Westerbrak, Osterbrak, Breitenkamp und Heinrichshagen.

## Geschichte
In einer Besitzbestätigung für das Martinistift Minden, die Konrad II. 1029 ausstellte, ist die „villa Bracha“ aufgeführt.
1994 lebten 1262 Bürger in der Gemeinde.

## Eingemeindungen
Am 1. Januar 1973 wurden die Gemeinden Breitenkamp, Heinrichshagen und Westerbrak eingegliedert.

## Politik

### Gemeinderat
Der Rat der Gemeinde Kirchbrak besteht aus neun Ratsfrauen und Ratsherren. Die Ratsmitglieder werden durch eine Kommunalwahl für jeweils fünf Jahre gewählt. Die aktuelle Amtszeit begann am 1. November 2021 und endet am 31. Oktober 2026.
| Gemeinderat 2021Insgesamt 9 Sitze - SPD: 4 - UWG: 5 | Gemeindewahl 2021Wahlbeteiligung: 71,21 % 6050403020100 55,96 %39,16 %4,89 % UWGaSPDGrüneAnmerkungen:a Unabh. Wgem. Kirchbrak |

(Stand: Kommunalwahl vom 12. September 2021).

### Bürgermeister
Seit 2022 ist Jens Widdra (UWG) Bürgermeister und Olaf Herrmann (UWG) Gemeindedirektor. Stellvertretender Bürgermeister ist Bernd Schaper (SPD).

## Kultur und Sehenswürdigkeiten
- Wehrkirche aus dem 13. Jahrhundert
- AMCO-Fabrikerweiterungsgebäude von Walter Gropius und Ernst Neufert, 1925
- Rittergut Westerbrak: Der barocke Garten des Adelssitzes derer von Grone stammt aus dem Jahre 1726 und steht unter Denkmalschutz. Er ist öffentlich zugänglich.

## Persönlichkeiten
- August Kuntzen (* 1807 in Westerbrak; † 1885 in Braunschweig), Eisenbahndirektor in Braunschweig und Reichstagsabgeordneter
- Hans-Udo von Grone (* 1886 in Kirchbrak; † 1968 in Wienhausen), Landwirt und 1924–1926 Finanzminister im Freistaat Braunschweig, Politiker (DNVP, NSDAP)
- Ernst Bormann (* 5. November 1897 in Kirchbrak; † 1. August 1960 in Düsseldorf),  Generalmajor der Luftwaffe im Zweiten Weltkrieg.
- Reiner Steffen (* 1941 in Kirchbrak), Wirtschaftswissenschaftler und Hochschullehrer
- Gerhard Pape (* 1954 in Westerbrak), Richter am OLG Celle und am Bundesgerichtshof (BGH)
- Andreas Rebers (* 1958 in Westerbrak), Kabarettist, Autor, Musiker und Komponist

## Wappen der Ortsteile

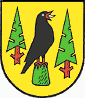
Breitenkamp
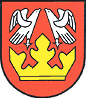
Heinrichshagen
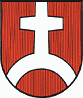
Kirchbrak (Ort- und Gemeindewappen)
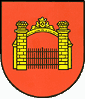
Westerbrak